# Représentations diplomatiques en Algérie

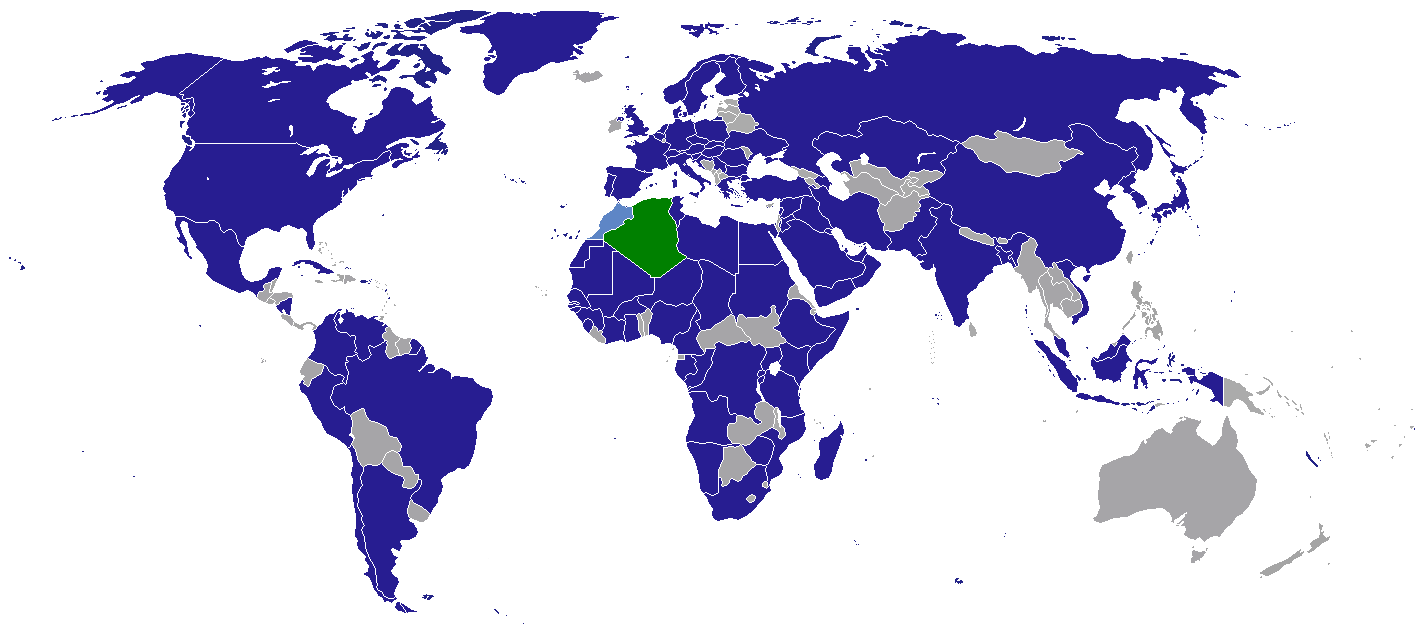
Carte des représentations diplomatiques en Algérie

Ceci est une liste des représentations diplomatiques en Algérie. Il y a actuellement 96 ambassades et une délégation de la Commission européenne à Alger, et de nombreux pays ont des consulats dans d'autres villes algériennes (sans compter les consulats honoraires).

## Missions diplomatiques àAlger

### Ambassades
1. Afrique du Sud[1]
2. Allemagne
3. Angola
4. Arabie saoudite
5. Argentine[2]
6. Autriche[3]
7. Azerbaïdjan
8. Bahreïn
9. Bangladesh[4]
10. Belgique[5]
11. Bénin
12. Brésil
13. Bulgarie[6]
14. Burkina Faso
15. Burundi[7]
16. Cameroun
17. Canada[8]
18. Chili[9]
19. Chine
20. Colombie[10]
21. Corée du Nord[11]
22. Corée du Sud
23. Côte d'Ivoire
24. Croatie[12]
25. Cuba[13]
26. Danemark
27. Égypte
28. Émirats arabes unis
29. Espagne[14]
30. États-Unis
31. Éthiopie
32. Finlande[15]
33. France
34. Gabon
35. Gambie
36. Ghana
37. Grèce[16]
38. Guinée
39. Guinée-Bissau
40. Hongrie[17]
41. Inde
42. Indonésie[18]
43. Irak
44. Iran
45. Italie[19]
46. Japon
47. Jordanie
48. Kazakhstan
49. Kenya
50. Koweït
51. Liban[20]
52. Libye
53. Madagascar
54. Malaisie[21]
55. Mali[22]
56. Mauritanie
57. Mexique[23]
58. Mozambique
59. Namibie[24]
60. Niger
61. Nigeria
62. Nicaragua
63. Norvège
64. Oman
65. Pakistan
66. Palestine
67. Pays-Bas
68. Pérou[25]
69. Pologne[26]
70. Portugal[27]
71. Qatar
72. République arabe sahraouie démocratique
73. République démocratique du Congo
74. République du Congo
75. République tchèque[28]
76. Royaume-Uni
77. Roumanie[29]
78. Russie[30]
79. Sénégal
80. Serbie
81. Slovénie
82. Somalie
83. Soudan
84. Suède[31]
85. Suisse[32]
86. Syrie
87. Tanzanie
88. Tchad
89. Tunisie
90. Turquie[33]
91. Ukraine[34]
92. Vatican
93. Venezuela
94. Viêt Nam
95. Yémen
96. Zimbabwe

### Missions
- Union européenne (Délégation)

## Consulats

### Consulat à Alger
- Espagne
- France
- Malte

### Consulats généraux àAnnaba
- France
- Russie
- Tunisie

### Consulats généraux àOran
- Espagne
- France
- Maroc[35]

### Consulats général àSidi Bel Abbès
- Maroc[35]

### Consulat àTamanrasset
- Mali[22]
- Niger

### Consulat àTébessa
- Tunisie

## Ancienne ambassade
- Australie (fermée en 1990 lors de la Guerre civile algérienne une réouverture est envisagée pour les années 2020)

## Ambassades non résidentes

### Lieux de résidences vérifiés
1. Australie (Paris)[36]
2. Albanie (Rome)
3. Biélorussie (Le Caire)
4. Bolivie (Madrid)
5. Bosnie-Herzégovine (Paris)[37]
6. Brunei (Le Caire)
7. Birmanie (Le Caire)
8. Cap-Vert (Paris)
9. Chypre (Paris)[38]
10. Djibouti (Le Caire)
11. Estonie (Madrid)
12. Érythrée (Le Caire)
13. Eswatini (Addis-Abeba)[39]
14. États fédérés de Micronésie (New York)
15. Fidji (Abou Dabi)[40]
16. Guyana (Londres)
17. Géorgie (Madrid)[41]
18. Irlande (Berne)[42]
19. Islande (Paris)
20. Lesotho (Tripoli)[43]
21. Îles Marshall (New York)
22. Maurice (Le Caire)
23. Nouvelle-Zélande (Paris)[44]
24. Paraguay (Lisbonne)[45]
25. Philippines (Tripoli)
26. Sao Tomé-et-Principe (Praia)
27. Saint-Christophe-et-Niévès (Londres)
28. Sainte-Lucie (Londres)
29. Singapour (Le Caire)[46]
30. Slovaquie (Paris)[47]
31. Slovénie (Madrid)[48]
32. Seychelles (Addis Ababa)
33. Suriname (Paris)
34. Thaïlande (Paris)
35. Togo (Rabat)
36. Turkménistan (Ankara)
37. Trinité-et-Tobago (Abuja)
38. Timor oriental (Lisbon)
39. Ouganda (Le Caire)
40. Uruguay (Paris)[49]

### Lieux de résidence non vérifiés/incertains
1. Laos
2. Lettonie
3. Liberia
4. Lituanie
5. Malte
6. Maldives
7. République islamique d'Afghanistan
8. République centrafricaine
9. Sierra Leone
10. Vanuatu
11. Zambie